# Ботино (Селтинський район)
Бо́тино (рос. Ботино) — присілок у складі Селтинського району Удмуртії, Росія.

## Населення
Населення — 9 осіб (2010; 24 в 2002).
Національний склад станом на 2002 рік:
- удмурти — 92 %

## Урбаноніми[3]
- вулиці — Ботінська